# Séparatisme
Ne doit pas être confondu avec Sécessionnisme, Autonomisme ou Souverainisme.
Le séparatisme est une position politique visant à la séparation d'un groupe culturel, ethnique, tribal, religieux, racial, politique ou autre d'un groupe plus large. Comme pour la sécession, le séparatisme fait traditionnellement référence à une séparation politique complète. Les groupes qui recherchent simplement une plus grande autonomie ne sont généralement pas considérés comme étant séparatistes en tant que tels. Néanmoins, bien que le terme fasse souvent référence à la sécession politique complète,,, les groupes séparatistes peuvent parfois ne rechercher qu'une autonomie accrue. Le concept est proche et parfois interchangeable de ceux d'indépendantisme et de nationalisme.
Les facteurs économiques et politiques jouent généralement un rôle crucial dans la création de forts mouvements séparatistes, par opposition aux mouvements identitaires moins ambitieux. Certains groupes séparatistes ont une forme d'identité politique ou d'activité politique et de théorisation fondée sur des expériences partagées d'injustice dont sont victimes les membres de certains groupes sociaux. Ces groupes pensent que les tentatives d'intégration avec les groupes dominants compromettent leur identité et leur capacité à rechercher une plus grande autodétermination.

## Motivations
Les groupes peuvent avoir une ou plusieurs motivations à la séparation, notamment :
- le ressentiment émotionnel et la haine des communautés rivales ;
- protection contre le génocide, et le nettoyage ethnique ;
- résistance des victimes à l'oppression, comprenant le dénigrement de leur langue, de leur culture ou de leur religion ;
- influence et propagande de ceux qui, à l’intérieur et à l’extérieur de la région, espèrent tirer profit politiquement d'un conflit et de la haine entre groupes ;
- la domination économique et politique d'un groupe qui ne partage pas le pouvoir et les privilèges de manière égalitaire ;
- motivations économiques: chercher à mettre fin à l'exploitation économique par un groupe plus puissant ou, au contraire, à échapper à la redistribution économique d'un groupe plus riche à un groupe plus pauvre ;
- préservation des traditions religieuses, linguistiques ou autres traditions culturelles menacées ;
- déstabilisation d'un mouvement séparatiste en faisant naître d'autres ;
- vide géopolitique résultat de la dislocation de grands États ou d’empires ;
- fragmentation continue alors que de plus en plus d’États se séparent ;
- le sentiment que la nation perçue a été ajoutée au grand État par des moyens illégitimes ;
- la perception que l'État ne peut plus soutenir son propre groupe ou a trahi ses intérêts ;
- opposition aux décisions politiques.

## Réponse gouvernementale
L'intensité des revendications séparatistes et l'usage par certains groupes de la violence constitutionnelle et non violente ou armée dépendent de divers facteurs économiques, politiques, sociaux et culturels, notamment la direction du mouvement et la réponse du gouvernement. Les gouvernements peuvent réagir de différentes manières, dont certaines s’excluent mutuellement. Certains incluent:
- accéder aux revendications séparatistes ;
- améliorer la situation des minorités défavorisées, qu’elles soient religieuses, linguistiques, territoriales, économiques ou politiques ;
- adopter un « fédéralisme asymétrique » lorsque différents États entretiennent des relations différentes avec le gouvernement central en fonction d'exigences ou de considérations séparatistes ;
- permettre aux minorités de remporter des différends politiques sur lesquels elles sont fermement convaincues, par le vote parlementaire, un référendum, etc. ;
- mettre en place une relation de confédération où les liens entre les États sont limités.

Certains gouvernements répriment tout mouvement séparatiste dans leur propre pays, mais soutiennent le séparatisme dans d'autres pays.

## Séparatisme non géographique
Le communautarisme est parfois décrit comme une forme de séparatisme social. Le mot séparatisme a déjà été employé en ce sens en parlant de la possibilité d'une communauté ethnique, religieuse, ou autre à vouloir se constituer avec plus d'autonomie, voire une indépendance complète, par rapport au reste de la société. Paul Magnette développe l'idée d'un séparatisme des élites (France Culture, Esprit de justice, 18/11/2020).
Le séparatisme peut aussi être racial : ségrégationnisme, séparatisme blanc, séparatisme noir.
En éducation, le séparatisme scolaire est une expression spécifique pour des catégories d’élèves ; le mot a été employé en ce sens au Canada au début du XXe siècle pour critiquer une politique scolaire qui créait de multiples catégories de commissions scolaires, qui étaient alors divisées sur le double plan de l'appartenance à une communauté linguistique et de l'appartenance à une confession religieuse.

## Exemples
En France, il serait exact de parler de « séparatisme » breton, même si ce terme ne regroupe pas un seul et unique mouvement.
Au Canada, le terme séparatisme est couramment associé à divers mouvements ou partis du Québec, les plus connus étant le Parti québécois et le Bloc québécois. Son emploi est parfois contesté au profit des termes « souverainisme » ou « indépendantisme » car le Québec constitue une entité fédérée et non une région[citation nécessaire].